# Saison 2015-2016 de la Ligue féminine 2 de basket-ball
Navigation
Saison précédente Saison suivante
La saison 2015-2016 de LF2 est la sixième édition du championnat de Ligue féminine 2. Le deuxième niveau du championnat oppose quatorze équipes françaises en une série de vingt-six journées durant la saison régulière de basket-ball.  
Il offre une accession en Ligue féminine de basket au vainqueur du Final Four, organisé sur le terrain du premier de la saison régulière, qui oppose les deux premiers de la saison régulière ainsi que les vainqueurs des classés d'une part 3e et 6e et d'autre part 4e et 5e.
Les équipes classées aux deux dernières places de la saison régulière (hors Centre fédéral, qui est maintenu quels que soient ses résultats) sont reléguées en Nationale féminine 1.

## Équipes
Quatorze équipes prennent part au championnat. 
Sont sportivement qualifiées pour l'accession en Ligue 2 :
- Montbrison, champion de France NF1
- Chenôve

## La saison régulière

### Classement de la saison régulière
| Rang | Équipe                | Pts  | J  | G  | P  | Pp   | Pc   | Diff |
| ---- | --------------------- | ---- | -- | -- | -- | ---- | ---- | ---- |
| 1    | Tarbes R              | 41*  | 22 | 20 | 1  | 1468 | 1255 | 213  |
| 2    | Roche Vendée          | 40   | 22 | 18 | 4  | 1565 | 1309 | 256  |
| 3    | Aulnoye-Aymeries      | 38   | 22 | 16 | 6  | 1359 | 1232 | 127  |
| 4    | Landerneau            | 34   | 22 | 12 | 10 | 1482 | 1452 | 30   |
| 5    | Reims                 | 33** | 22 | 12 | 10 | 1364 | 1351 | 13   |
| 6    | Limoges (2-2, +15)    | 32   | 22 | 10 | 12 | 1331 | 1322 | 9    |
| 7    | Strasbourg (2-2, +11) | 32   | 22 | 10 | 12 | 1383 | 1412 | -29  |
| 8    | Chartres (2-2, –26)   | 32   | 22 | 10 | 12 | 1343 | 1401 | -58  |
| 9    | Dunkerque-Malo        | 31   | 22 | 9  | 13 | 1307 | 1405 | -98  |
| 10   | Montbrison P          | 30   | 22 | 8  | 14 | 1356 | 1405 | -49  |
| 11   | Charnay               | 28   | 22 | 6  | 16 | 1371 | 1468 | -97  |
| 12   | Centre fédéral        | 23   | 22 | 1  | 21 | 1228 | 1545 | -317 |

| - Promotion directe pour le Final Four - Pré-qualification pour le Final Four - Relégation en Nationale 1 |
| R : Relégué de LFB 2014-2015                                                                              |
| P : Promu de Nationale 1 2014-2015                                                                        |

* : La victoire à domicile de Tarbes face à Dunkerque (89-48) a été invalidée pour cause de l’alignement de deux joueuses de moins de 23 ans ne figurant pas dans le roster déclaré auprès de la FFBB : les deux points de la victoire reviennent à Dunkerque et Tarbes écope de deux points de pénalité (défaite à zéro point).

** : Reims s’est vu retirer un point au classement, sanctionné par la Commission de Contrôle de Gestion pour non-respect du budget 2014-2015.

### Matches de la saison régulière
| Résultats (dom.\ext.)                                              | AUL   | CHARN | CHART | CeF   | DUN   | LAN   | LIM   | MON   | REI   | ROC   | STR   | TAR   |
| Aulnoye-Aymeries                                                   |       | 65-52 | 63-49 | 59-52 | 65-48 | 61-49 | 52-40 | 64-49 | 54-59 | 51-38 | 71-46 | 58-64 |
| Charnay                                                            | 62-67 |       | 64-55 | 69-75 | 58-55 | 65-69 | 56-48 | 52-60 | 73-74 | 54-58 | 86-80 | 69-82 |
| Chartres                                                           | 59-63 | 64-61 |       | 69-61 | 67-48 | 76-61 | 56-55 | 65-53 | 56-62 | 67-61 | 56-55 | 72-73 |
| Centre fédéral                                                     | 48-71 | 63-69 | 80-84 |       | 57-66 | 44-84 | 55-64 | 70-91 | 58-65 | 45-69 | 54-58 | 46-67 |
| Dunkerque-Malo                                                     | 70-61 | 79-56 | 56-59 | 64-60 |       | 72-67 | 51-66 | 61-77 | 68-64 | 55-84 | 58-71 | 62-73 |
| Landerneau                                                         | 77-60 | 64-61 | 81-67 | 78-54 | 88-83 |       | 63-56 | 69-63 | 80-66 | 57-80 | 59-52 | 72-74 |
| Limoges                                                            | 67-70 | 55-59 | 69-61 | 56-54 | 78-53 | 70-65 |       | 59-57 | 69-64 | 65-70 | 63-43 | 67-75 |
| Montbrison                                                         | 64-70 | 67-57 | 68-66 | 70-49 | 65-60 | 47-56 | 61-66 |       | 56-72 | 48-63 | 67-60 | 64-69 |
| Reims                                                              | 48-55 | 75-69 | 56-48 | 77-46 | 48-55 | 67-59 | 45-44 | 65-50 |       | 66-73 | 64-62 | 59-71 |
| Roche Vendée                                                       | 74-51 | 78-63 | 80-58 | 88-54 | 83-81 | 87-63 | 69-57 | 80-61 | 65-45 |       | 76-67 | 56-50 |
| Strasbourg                                                         | 51-68 | 73-60 | 69-49 | 56-54 | 58-62 | 84-62 | 67-55 | 62-61 | 73-71 | 74-60 |       | 60-73 |
| Tarbes                                                             | 66-60 | 62-56 | 62-40 | 71-49 | 89-48 | 63-59 | 76-62 | 70-57 | 67-52 | 77-73 | 83-62 |       |
| - Victoire à domicile - Victoire à l'extérieur - Match non disputé |       |       |       |       |       |       |       |       |       |       |       |       |

## Phase finale
Après avoir battu Landerneau en demi-finale (70-60), Tarbes s'impose à domicile lors de la finale 77 à 60 face à Roche Vendée grâce à l'apport de la meilleure joueuse du tournoi Sylvie Gruszczynski (12 points et 6 passes décisives) et d'Ivanka Matić (22 points à 7/7 aux tirs et 12 rebonds). La troisième place est remportée par Aulnoye 79-75 devant Landerneau (avec 20 points pour Carole Leclair).
|  | Quarts de finale                                             | Quarts de finale                                   |                                                |                                                | Demi-finales                                   | Demi-finales                                   |  |  | Finale                                         | Finale                                         |
|  | Quarts de finale                                             | Quarts de finale                                   |                                                |                                                | Demi-finales                                   | Demi-finales                                   |  |  | Finale                                         | Finale                                         |
|  |                                                              |                                                    |                                                |                                                |                                                |                                                |  |  |                                                |                                                |
|  | 9 avril 2016, 20h00 – Salle omnisports, Landerneau           | 9 avril 2016, 20h00 – Salle omnisports, Landerneau |                                                |                                                | 16 avril 2016, 17h00 – Quai de l’Adour, Tarbes | 16 avril 2016, 17h00 – Quai de l’Adour, Tarbes |  |  | 17 avril 2016, 17h00 – Quai de l’Adour, Tarbes | 17 avril 2016, 17h00 – Quai de l’Adour, Tarbes |
|  | 9 avril 2016, 20h00 – Salle omnisports, Landerneau           | 9 avril 2016, 20h00 – Salle omnisports, Landerneau |                                                |                                                | 16 avril 2016, 17h00 – Quai de l’Adour, Tarbes | 16 avril 2016, 17h00 – Quai de l’Adour, Tarbes |  |  | 17 avril 2016, 17h00 – Quai de l’Adour, Tarbes | 17 avril 2016, 17h00 – Quai de l’Adour, Tarbes |
|  | 9 avril 2016, 20h00 – Salle omnisports, Landerneau           | 9 avril 2016, 20h00 – Salle omnisports, Landerneau | [1] Tarbes GB                                  | 70                                             |                                                |                                                |  |  | 17 avril 2016, 17h00 – Quai de l’Adour, Tarbes | 17 avril 2016, 17h00 – Quai de l’Adour, Tarbes |
|  | [4] Landerneau BB                                            | 70                                                 | [1] Tarbes GB                                  | 70                                             |                                                |                                                |  |  | 17 avril 2016, 17h00 – Quai de l’Adour, Tarbes | 17 avril 2016, 17h00 – Quai de l’Adour, Tarbes |
|  | [4] Landerneau BB                                            | 70                                                 | [4] Landerneau BB                              | 60                                             |                                                |                                                |  |  | 17 avril 2016, 17h00 – Quai de l’Adour, Tarbes | 17 avril 2016, 17h00 – Quai de l’Adour, Tarbes |
|  | [5] Reims BF                                                 | 54                                                 | [4] Landerneau BB                              | 60                                             |                                                |                                                |  |  | 17 avril 2016, 17h00 – Quai de l’Adour, Tarbes | 17 avril 2016, 17h00 – Quai de l’Adour, Tarbes |
|  | [5] Reims BF                                                 | 54                                                 | 16 avril 2016, 20h00 – Quai de l’Adour, Tarbes | 16 avril 2016, 20h00 – Quai de l’Adour, Tarbes | [1] Tarbes GB                                  | 77                                             |  |  |                                                |                                                |
|  | 9 avril 2016, 20h00 – Salle Nelson-Mandela, Aulnoye-Aymeries |                                                    | 16 avril 2016, 20h00 – Quai de l’Adour, Tarbes | 16 avril 2016, 20h00 – Quai de l’Adour, Tarbes | [1] Tarbes GB                                  | 77                                             |  |  |                                                |                                                |
|  |                                                              | [2] Roche Vendée BC                                | 16 avril 2016, 20h00 – Quai de l’Adour, Tarbes | 16 avril 2016, 20h00 – Quai de l’Adour, Tarbes | 60                                             |                                                |  |  |                                                |                                                |
|  | [3] AS Aulnoye-Aymeries                                      | [2] Roche Vendée BC                                | 16 avril 2016, 20h00 – Quai de l’Adour, Tarbes | 16 avril 2016, 20h00 – Quai de l’Adour, Tarbes | 60                                             | 66                                             |  |  |                                                |                                                |
|  | [3] AS Aulnoye-Aymeries                                      | [3] AS Aulnoye-Aymeries                            | 64                                             |                                                |                                                | 66                                             |  |  |                                                |                                                |
|  | [6] Limoges ABC                                              | [3] AS Aulnoye-Aymeries                            | 64                                             | 61                                             |                                                |                                                |  |  |                                                |                                                |
|  | [6] Limoges ABC                                              | [2] Roche Vendée BC                                | 66                                             | 61                                             |                                                |                                                |  |  |                                                |                                                |
|  |                                                              | [2] Roche Vendée BC                                | 66                                             | Match pour la 3e place                         |                                                |                                                |  |  |                                                |                                                |
|  |                                                              |                                                    |                                                |                                                |                                                |                                                |  |  |                                                |                                                |
|  | 17 avril 2016, 14h00 – Quai de l’Adour, Tarbes               |                                                    |                                                |                                                |                                                |                                                |  |  |                                                |                                                |
|  |                                                              |                                                    |                                                |                                                |                                                |                                                |  |  |                                                |                                                |
|  | [4] Landerneau BB                                            | 75                                                 |                                                |                                                |                                                |                                                |  |  |                                                |                                                |
|  | [4] Landerneau BB                                            | 75                                                 |                                                |                                                |                                                |                                                |  |  |                                                |                                                |
|  | [3] AS Aulnoye-Aymeries                                      | 79                                                 |                                                |                                                |                                                |                                                |  |  |                                                |                                                |
|  | [3] AS Aulnoye-Aymeries                                      | 79                                                 |                                                |                                                |                                                |                                                |  |  |                                                |                                                |

## Meilleures joueuses de la saison régulière
| Catégorie                     | Joueuse                                 | Équipe                   | Statistiques |
| ----------------------------- | --------------------------------------- | ------------------------ | ------------ |
| Évaluation par match          | Amina Njonkou                           | Montbrison               | 23,5         |
| Points par match              | Amina Njonkou                           | Montbrison               | 18,7         |
| Rebonds par match             | Amina Njonkou                           | Montbrison               | 13,7         |
| Rebonds défensifs par match   | Amina Njonkou                           | Montbrison               | 8,7          |
| Rebonds offensifs par match   | Amina Njonkou                           | Montbrison               | 5,0          |
| Passes décisives par match    | Marie Butard                            | Landerneau BB            | 4,9          |
| Interceptions par match       | Laure Belleville                        | Charnay                  | 2,2          |
| Contres par match             | - Oumou Kalsoum Touré Milena Marjanovic | Landerneau BB Montbrison | 1,4          |
| Fautes provoquées par match   | Marie Butard                            | Landerneau BB            | 5,3          |
| Pourcentage aux lancer-francs | Camille Cabaton                         | Montbrison               | 86,4         |
| Pourcentage à 2 points        | Bernadette Ngoyisa                      | Roche Vendée BC          | 65,4         |
| Pourcentage à 3 points        | Anaïs Deas                              | AS Aulnoye-Aymeries      | 40,3         |